# Chlorate de potassium
Le chlorate de potassium est un composé chimique de formule KClO3. Lorsqu'il est pur, c'est une substance blanche cristalline. C'est le chlorate le plus commun dans l'industrie. Il est notamment utilisé :
- Comme agent oxydant
- Comme désinfectant
- Dans les explosifs et les feux d'artifice

## Synthèse
La synthèse du chlorate de potassium peut être réalisée par électrolyse d'une solution de chlorure de sodium et précipitation du chlorate de sodium produit, avec du chlorure de potassium. Pour mener cette électrolyse particulière, au lieu de séparer la cathode (en acier) et l'anode (en titane activé) par une membrane comme cela a lieu dans le procédé chlore-alcali, on doit les juxtaposer : ainsi le chlore intermédiaire dissocié par électrolyse réagit avec de la soude caustique et forme de l'hypochlorite de sodium:
{\displaystyle \mathrm {2\,NaOH+Cl_{2}\longrightarrow NaCl+NaClO+H_{2}O} }
À haute température, l'hypochlorite de sodium se dissocie en chlorures et chlorates :
{\displaystyle \mathrm {3\,NaClO\longrightarrow 2\,NaCl+NaClO_{3}} }
Mais on peut obtenir du chlorate de potassium par voie directe, par électrolyse d'une solution de chlorure de potassium ; le mécanisme réactionnel est le suivant :
À la cathode:
{\displaystyle \mathrm {6\,H_{2}O\rightleftharpoons 6\,H^{+}+6\,OH^{-}} }
{\displaystyle \mathrm {6\,H^{+}+6\,e^{-}\longrightarrow 3\,H_{2}} }
À l'anode:
{\displaystyle \mathrm {6\,Cl^{-}\rightarrow 3\,Cl_{2}+6\,e^{-}} }
{\displaystyle \mathrm {3\,Cl_{2}+6\,OH^{-}\longrightarrow ClO_{3}^{-}+5\,Cl^{-}+3\,H_{2}O} }
Autrefois, on produisait le chlorate de potassium par barbotage de chlore dans une solution de soude caustique. Il se formait d'abord du chlorure de potassium et de l'hypochlorite de potassium à proportions égales. La chaleur produite par le caractère exothermique de cette réaction suffisait à dissocier l'hypochlorite en deux parties de chlorures et une partie de chlorate. On retrouve donc au fond les mêmes réactions que précédemment, avec des réactifs plus coûteux (chlore gazeux et soude caustique), mais en se passant d'électricité. Le bilan chimique s'écrit :
{\displaystyle \mathrm {6\,KOH+3\,Cl_{2}\longrightarrow 5\,KCl+KClO_{3}+3\,H_{2}O} }
On voit cependant que le chlorate n'a fixé qu'un sixième du chlore investi.

## Propriétés

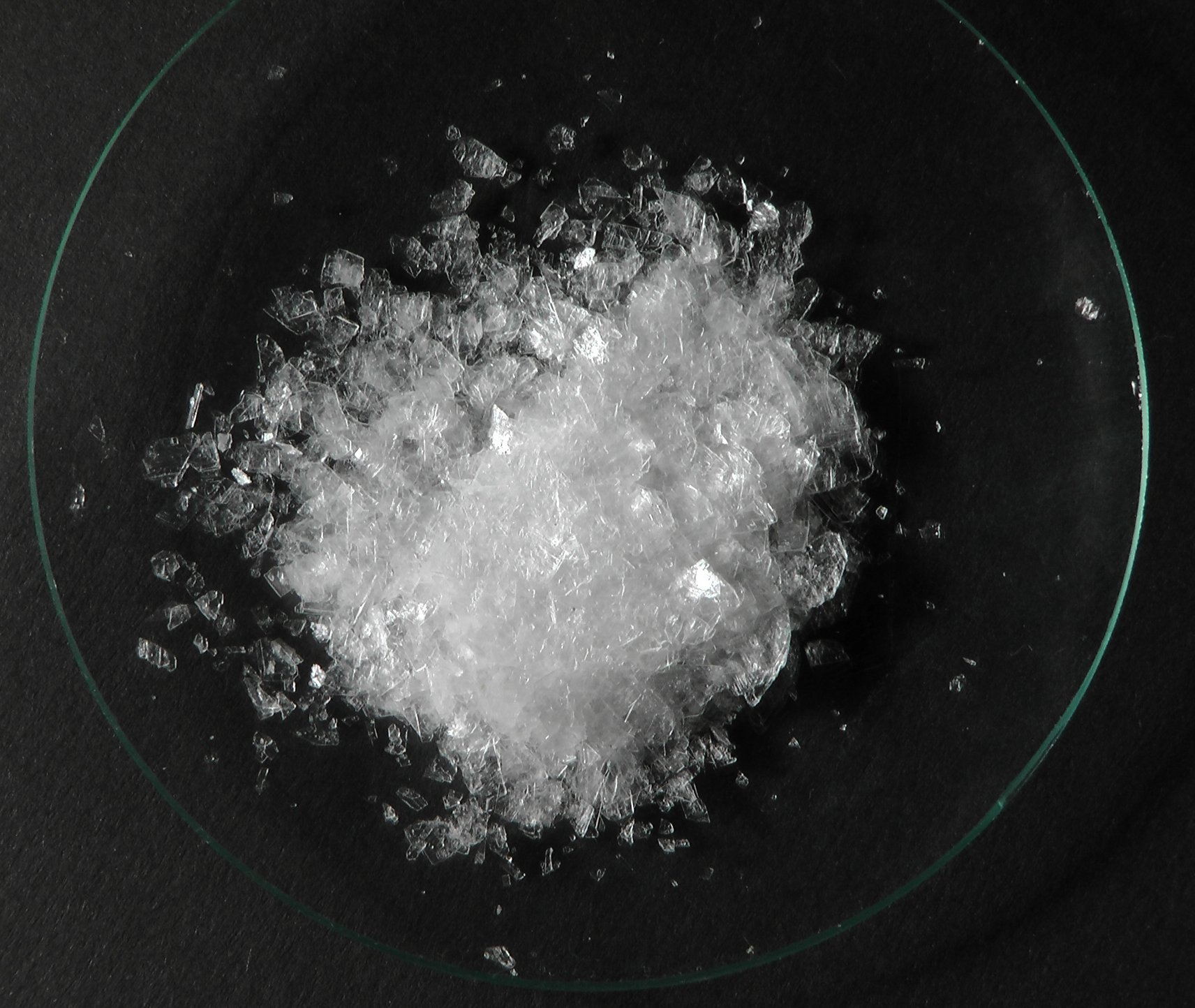
Chlorate de potassium.

Le chlorate de potassium est soluble dans l'eau chaude uniquement : contrairement au chlorate de sodium, il est peu hygroscopique. Par évaporation ménagée d'une solution de chlorate de potassium, on obtient un agrégat de cristaux blancs étincelants ; en revanche, si l'on fait précipiter avec un sel de potassium cette même solution, on obtient une poudre fine, d'un blanc brillant : c'est un oxydant, qui par chauffage au-delà du point de fusion se dissocie en perchlorate de potassium et chlorure de potassium:
{\displaystyle \mathrm {4\,KClO_{3}\rightarrow 3\,KClO_{4}+KCl} }
Au-delà de 550 °C il se dissocie intégralement en oxygène et chlorure de potassium. Cette décomposition peut être provoquée dès une température de 150 à 200 °C si elle est catalysée par du dichromate de potassium ou du dioxyde de manganèse.
{\displaystyle \mathrm {2\,KClO_{3}\rightarrow 2\,KCl+3\,O_{2}} }
Combiné à des éléments réducteurs tels le soufre, le phosphore, l'iode ou le carbone, il forme des explosifs puissants, susceptibles de détonation par simple frottement, choc ou secousse. Les explosifs les plus détonants s'obtiennent avec le phosphore rouge et en préparation stœchiométrique (mélange d'Armstrong) : comparables en efficacité à la dynamite, ils ne sont employés dans l'industrie qu'à dose infime, toujours en solution et piégés dans un fulmicoton. 
{\displaystyle \mathrm {2\,KClO_{3}+3\,S\rightarrow 2\,KCl+3\,SO_{2}} }
Le chlorate de potassium réagit avec le soufre pour former du chlorure de potassium et du dioxyde de soufre.
{\displaystyle \mathrm {2\,KClO_{3}+3\,C\rightarrow 2\,KCl+3\,CO_{2}} }
La réaction de chlorate du potassium avec du charbon produit du chlorure de potassium et du dioxyde de carbone.

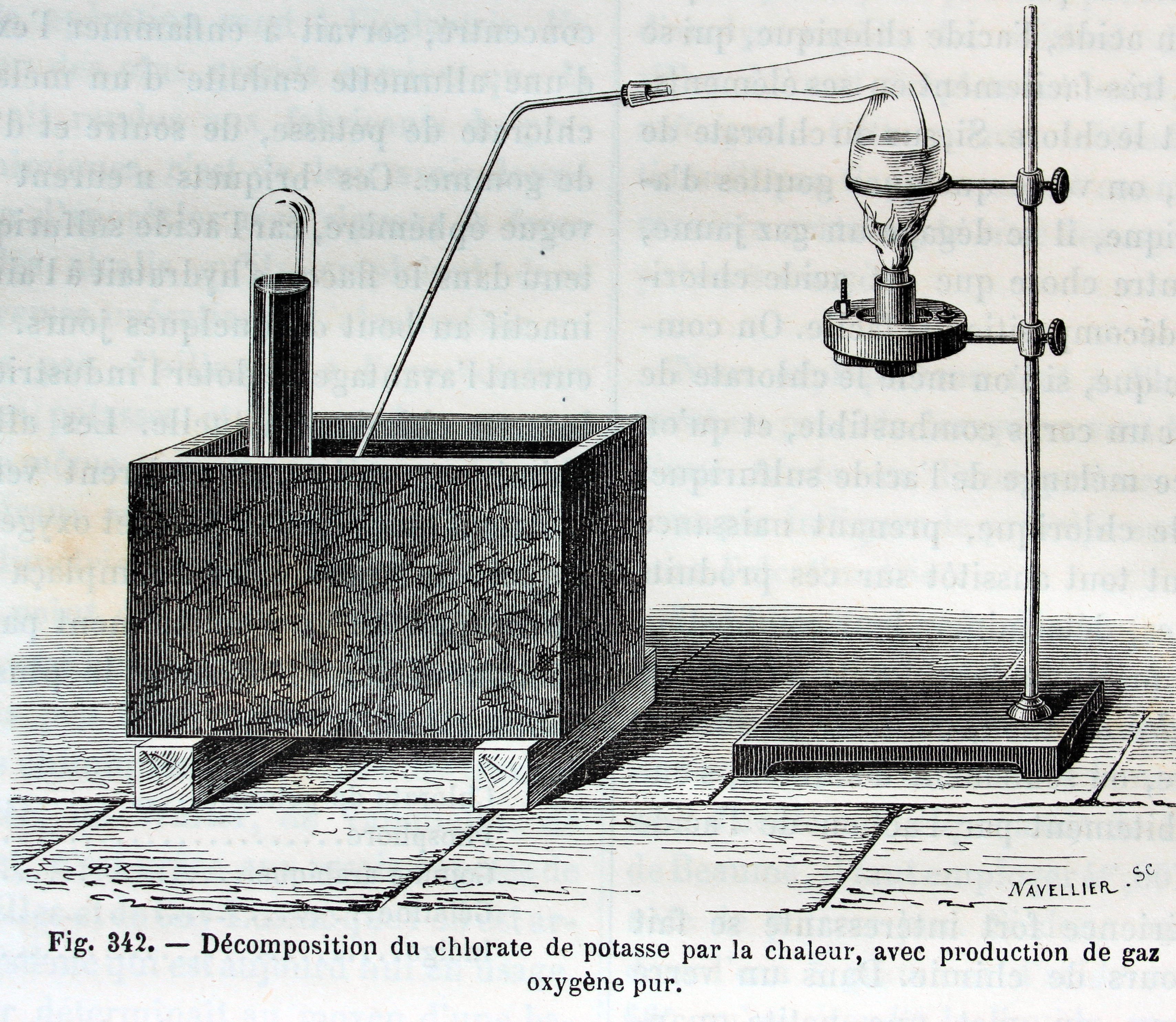
Décomposition du chlorate de potasse par la chaleur, avec production de gaz oxygène pur.

En laboratoire, on se sert de chlorate de potassium pour la synthèse d'oxygène. En réaction avec l'acide sulfurique ≥60 % il forme du dioxyde de chlore, gaz jaune-verdâtre, qui en abaissant la température se décompose en chlore et oxygène par condensation. En présence d'un combustible il s'enflamme. On trouvera ci-dessous le lien vers une vidéo de cette réaction.
{\displaystyle \mathrm {KClO_{3(s)}+H_{2}SO_{4(l)}\longrightarrow HClO_{3(l)}+KHSO_{4(s)}} }
Le chlorate de potassium réagit avec l'acide sulfurique pour former de l'acide chlorique et du bisulfate de potassium.
{\displaystyle \mathrm {3HClO_{3(l)}\longrightarrow 2ClO_{2(g)}+HClO_{4(l)}+H_{2}O_{(l)}} }
Par auto-oxydation, l'acide chlorique se décompose en dioxyde de chlore, acide perchlorique et vapeur d'eau.
{\displaystyle \mathrm {2ClO_{2(g)}\longrightarrow Cl_{2(g)}+2O_{2(g)}} }
Le dioxyde de chlore se décompose chlore gazeux et dioxygène.

## Utilisations
Il est également utilisé dans les feux d'artifice et les pétards, mais surtout pour la fabrication des allumettes. Pour les feux d'artifice, on le remplace autant que possible par du perchlorate de potassium, moins dangereux à manipuler. Toutefois le chlorate de potassium est parfois recherché pour obtenir des colorations spectaculaires dans les manifestations pyrotechniques. 
On s'en est aussi naturellement servi pour la production d'explosifs. La chloratite contient par ex. à peu près 90 % de chlorate de potassium, 10 % d'hydrocarbures et un additif à base de sciure de bois ; mais cet explosif sensible au frottement a été largement remplacé par des oxydants moins dangereux à manier et au moins aussi efficaces que le perchlorate de potassium, en particulier pour préparer des explosifs nettement plus stables. Si l'on recherche un oxydant moins dangereux, par ex. pour l'amorce à poudre noire d'un feu d'artifice, ou les bombes pyrotechniques, on se rabat aujourd'hui plutôt sur le traditionnel nitrate de potassium.

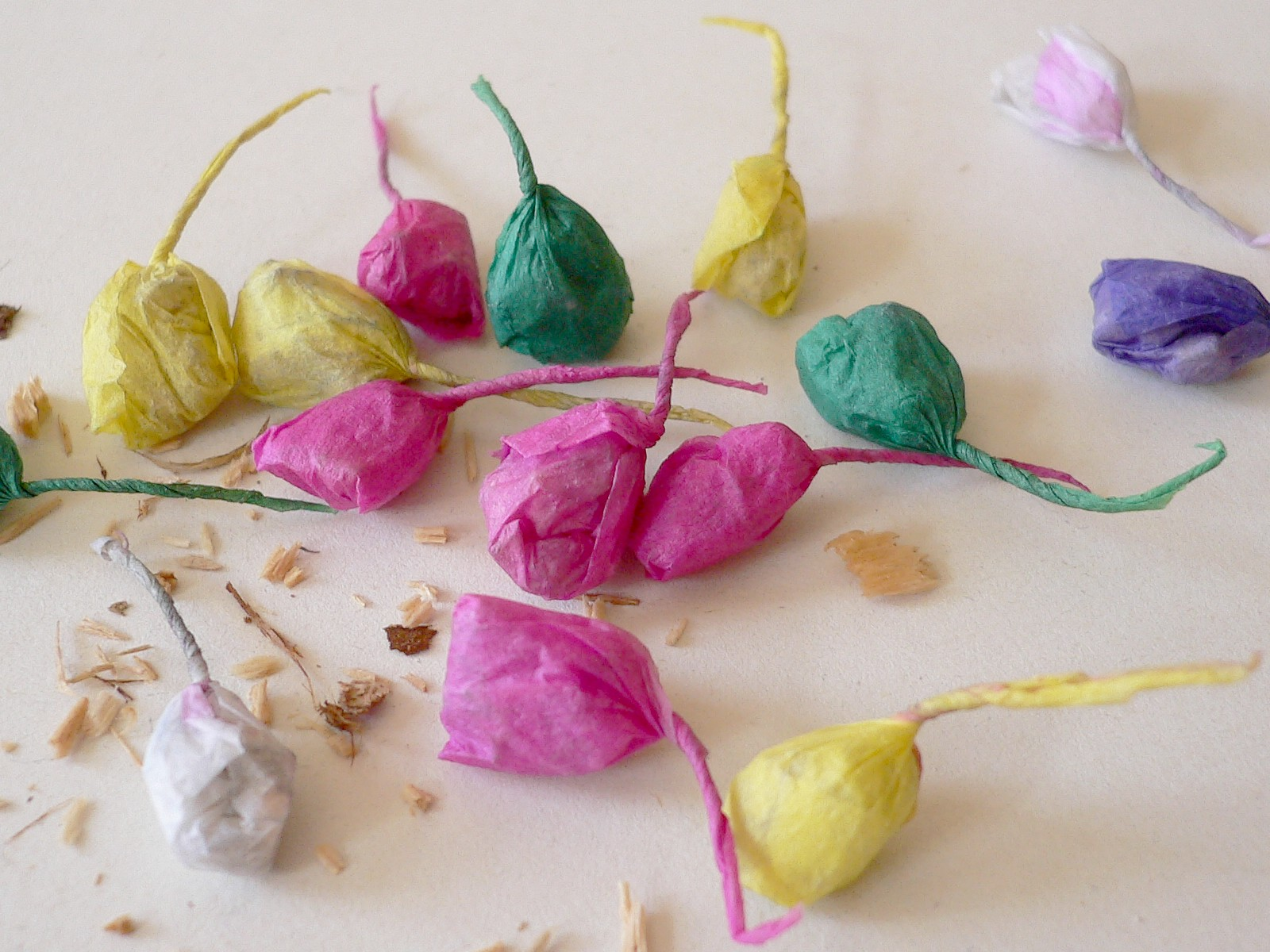
Les « bombes algériennes » sont des pétards contenant du chlorate de potassium.

L'utilisation des bombes algériennes, ces pétards constitués d'un mélange de chlorate de potassium, de phosphore rouge et de gomme arabique séchés, roulés en boule et serrés dans une papillote, n'est pas sans danger. Ce mélange de chlorate de potassium est appelé couramment mélange d'Armstrong et sa manipulation directe entraîne presque toujours des blessures, à cause de sa vulnérabilité au moindre choc, frottement ou décharge électrostatique.
Cette substance hautement explosive est aussi utilisée pour l'amorçage des allumettes de sûreté : elle forme l'amorce de l'allumette, et réagit avec les traces de phosphore rouge du grattoir. La séparation matérielle des deux réactifs constituait alors le véritable secret de fabrication, découvert en 1844 par le chimiste suédois Gustaf Erik Pasch : ainsi, l'allumette ne peut s'enflammer spontanément ; car les allumettes au phosphore et les bâtonnets soufrés qu'elles ont remplacés, contenaient du chlorate de potassium.
Le chlorate de potassium, comme le chlorate de soude, était utilisé comme herbicide jusqu'à son interdiction.
D'une manière générale, on ne doit manipuler le chlorate de potassium pur qu'avec de grandes précautions, car la moindre impureté, non seulement de phosphore, mais même de soufre ou de limaille métallique, est susceptible de le rendre explosif.
Le chlorate de potassium entrait dans la composition d'une variété d'eau forte, le « bain (ou mordant) hollandais », une préparation des plaques à graver composée à 88 % d'eau, 10 % d'acide chlorhydrique fumant et 2 % de chlorate.
On attribuait naguère une vertu antiseptique au chlorate de potassium, qui entrait dans la composition des bains de bouche, mais cette thèse est désormais controversée, voire révoquée en doute. La dose thérapeutique maximale, c'est-à-dire non-toxique, est de 1 g pour un sujet adulte : au-delà, il altère le sang et détruit les tissus nerveux. La dose létale est de 5 à 15 g. On doute aujourd’hui de sa possible action antiseptique : compte tenu de sa toxicité, il vaut mieux éviter de s'en servir en pharmacopée.
En revanche, la désignation Kalium chloratum, que l'on retrouve entre autres dans certaines préparations homéopathiques, en crème ou granules, est la forme latine du chlorure de potassium, et n'a aucun rapport avec le chlorate toxique.

## Voir également
- (de) Vidéo montrant la réaction du chlorate de potassium avec l'acide sulfurique